# Lijst van bouwwerken van Albert Margry
Dit is een lijst van bouwwerken van architect Albert Margry (1857-1911).
Albert Margry werkte vanaf 1880 voor het architectenbureau van zijn broer Evert Margry, die voornamelijk rooms-katholieke kerken ontwierp. Na diens dood in 1891 zette hij het bureau voort samen met de architect J.M. Snickers. Later was ook zijn zoon Jos Margry voor hem werkzaam.
| Bouw                  | Naam                        | Plaats                | Bijzonderheden                                                                                                   | Afbeelding |
| --------------------- | --------------------------- | --------------------- | --- | ---------- |
| 1877                  | Kapel Dominicuscollege      | Nijmegen              | Afgebroken in 1927                                                                                               |            |
| 1890-1892 / 1904-1905 | Hildegardis en Antoniuskerk | Rotterdam (Crooswijk) | Ontwerp kerk door Evert Margry (1890), uitbreiding met toren en schip door Albert Margry en J.M. Snickers (1904) |            |
| 1890-1891             | Antonius van Paduakerk      | Hellevoetsluis        | Ontwerp kerk door Evert Margry                                                                                   |            |
| 1898-1900             | Bonifatiuskerk              | Zaandam               | |            |
| 1899                  | Provenierskerk              | Rotterdam             | Afgebroken in 1975                                                                                               |            |
| 1901-1907             | Sint Franciscus Gasthuis    | Rotterdam             | 1e fase nieuwbouw Schiekade, afgebroken in 1975                                                                  |            |
| 1901                  | Jan de Doperkerk            | Wateringen            | |            |
| 1902-1903             | Agneskerk                   | Den Haag              | |            |
| 1903                  | Johannes de Doperkerk       | Boskoop               | Uitbreiding bestaande kerk met transept en koor, afgebroken in 1974                                              |            |
| 1905                  | OLV Onbevlekt Ontvangenkerk | Egmond aan Zee        | |            |
| 1907                  | Antoniusgesticht            | Rotterdam             | |            |
| 1908                  | H. Maria Magdalenakerk      | Goes                  | met Jos Margry en J.M. Snickers                                                                                  |            |
| 1908-1909             | Fellenoordkerk              | Eindhoven             | Afgebroken in 1973                                                                                               |            |
| 1909                  | Josephkerk                  | Alkmaar               | |            |
| 1909-1910             | Groenestraatkerk            | Nijmegen              | |            |
| 1910                  | Willibrorduskerk            | Bergschenhoek         | |            |
| 1911                  | OLV Rozenkrans en Jacobkerk | Vlissingen            | |            |
| 1911-1913             | Hoefstraatkerk              | Tilburg               | Ontwerp door Albert Margry, voltooid door Jos Margry                                                             |            |
| 1913                  | Sint-Franciscuskerk         | Rotterdam             | Ontwerp door Albert Margry, voltooid door Jos Margry                                                             |            |
| 1915                  | OLV ten Hemelopnemingkerk   | Helmond               | Ontwerp door Albert Margry, voltooid door Jos Margry                                                             |            |

## Referentie
- Archimon - Architects: E.J. Margry (1841-1891) and associates